# Jaakko Jouppila
Jaakko Jouppila (Pentti Jaakko Jouppila; * 16. September 1923 in Seinäjoki; † 15. September 1950 ebd.) war ein finnischer Kugelstoßer.
Bei den Olympischen Spielen 1948 wurde er Siebter.
1949 wurde er Finnischer Meister. Seine persönliche Bestleistung von 15,93 m stellte er am 10. August 1949 in Seinäjoki auf.
1950 beging er am Tag vor seinem 27. Geburtstag Suizid.